# Lego Mindstorms NXT

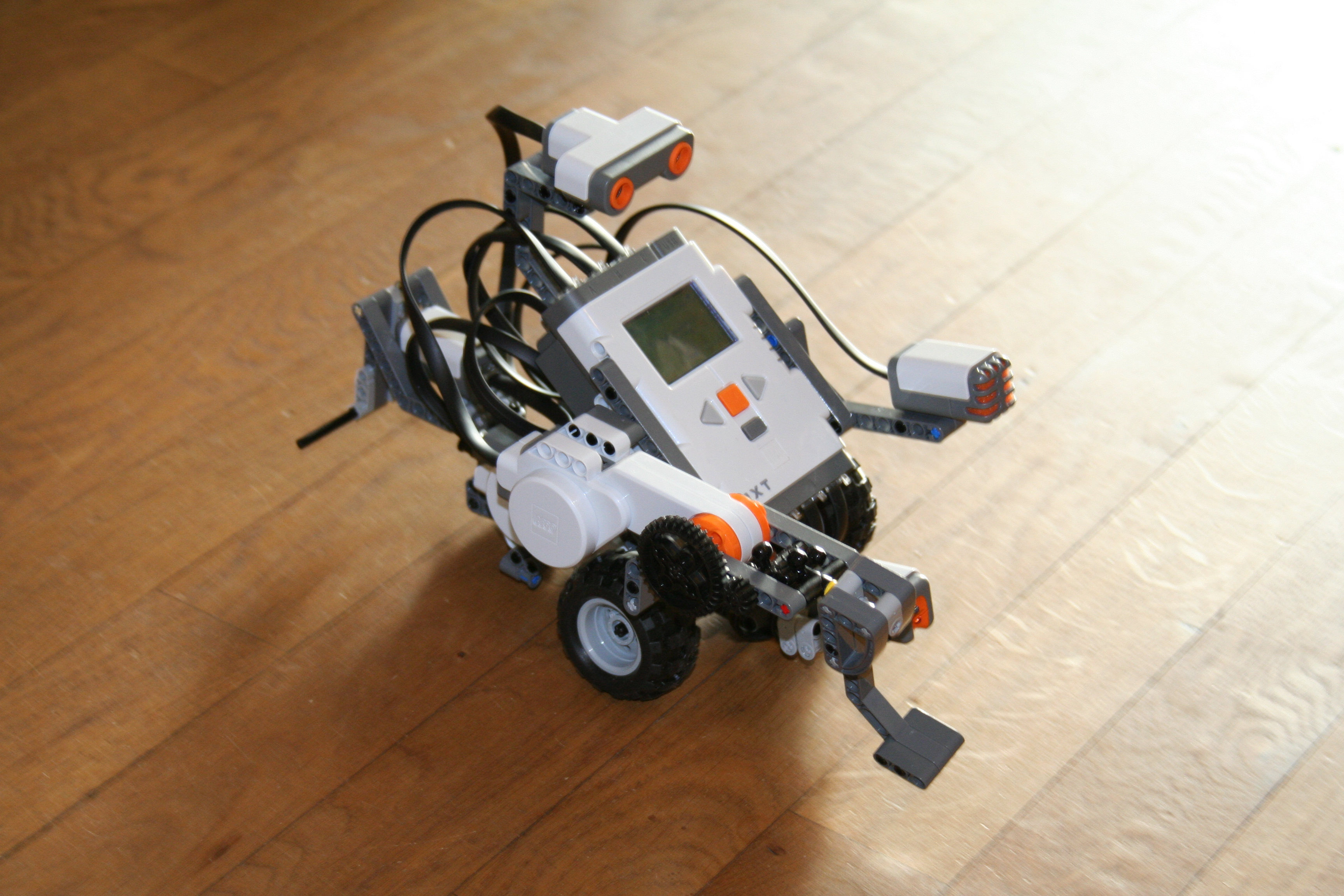
A Lego Mindstorms készletből épített robot

A Lego Mindstorms NXT (tükörfordításban "elmevihar") egy, a Lego által kiadott programozható robot készlet. Lehet készíteni kerekeken guruló, de akár két lábon járó robotokat is.

## Elemek a készletben
Mindegyik készlet tartalmaz:
- 1 "agyat" (angolul brick[tégla]), amin három kimeneti (motorvezérlő) port, és négy bemeneti (szenzorport) port van, illetve egy USB port a PC-vel való kommunikáláshoz.
- 3 Szervó motort (amelyekben beépített elfordulás érzékelő van, így pontosan meg lehet mérni, hogy hány fokot fordult a motor)
- 1 Ütközésérzékelőt, aminek két állása van(benyomva vagy kiengedve [0 vagy 1 értéket ad vissza])
- 1 Ultrahangos távolságérzékelőt, kb.: két méterig tud mérni.

Az 1.0-s készlet tartalmaz:
- +1 Hang szenzort, ami decibelben képes mérni a környezete zajszintjét
- +1 Fényszenzort, a felületről visszaverődő fényt méri %-ban (Van egy saját LED fényforrása.)

A 2.0-s készlet tartalmaz:
- +1 Ütközésérzékelőt
- +1 Színérzékelőt, ami 6 színt tud megkülönböztetni (fekete, fehér, piros, sárga, zöld, kék), de ugyanúgy használható fényszenzorként is!

Van egy különleges verziója, az oktatási verzió.

### NXT-G
Az NXT-G egy grafikus programozásra alkalmas környezet, amelyben gyerekek is könnyen, és vizuálisan tudnak játszani a programozás fogalmával. (Igazán komplex programok írására nem alkalmas.)

### NXC
Az NXC (Not eXactly C) egy C alapú programozási nyelv. Az ajánlott környezet hozzá a Bricx Command Center.